# بيانكا دوناتي
بيانكا دوناتي (بالإسبانية: Bianca Donati)‏ هي لاعب هوكي الحقل أرجنتينية، ولدت في 5 يونيو 1995 في الأرجنتين.